# Acqua in bocca (serie animata)
Acqua in bocca è una serie televisiva in animazione 3D creata da Guido Manuli ed Elena Mora, diretta da Guido Manuli e prodotta da Maga Animation Studio e Rai Fiction.

## Trama
Due simpatici pesciolini che vivono nell'acquario di casa Carugati sono i protagonisti della serie. I pesci sono testimoni della vita della famiglia Carugati, formata dal padre, la madre e i due figli adolescenti: Sarah e Chris. La storia inizia il giorno in cui Sarah e Chris trovano un nuovo amico a Pippo l'unico pesciolino di casa, e mettono il nuovo pesce, Palla, nell'acquario a fargli compagnia, così in seguito i due pesci si incontrano e diventano amici inseparabili.
Pippo è un pesciolino ingenuo, tenero, a volte anche un po' sciocco, non sa nulla del mare e del mondo esterno avendo vissuto da sempre nell'acquario di casa. Palla invece è un pesce di lungo corso, conosce tutto del mare e dei mille acquari in cui ha vissuto per anni, non conosce affatto però nulla del modo di vivere degli esseri umani della famiglia di casa Carugati e del mondo degli adolescenti.

## Personaggi
- Pippo
- Palla
- Rambo
- Sarah
- Chris
- Ma
- Pa

## Doppiaggio
| Personaggio           | Doppiatore           |
| --------------------- | -------------------- |
| Pippo                 | Angelo Pisani        |
| Palla                 | Marco Silvestri      |
| Sarah                 | Tosawi Piovani       |
| Chris                 | Davide Garbolino     |
| Ma                    | Elda Olivieri        |
| Pa                    | Mario Scarabelli     |
| Segreteria telefonica | Gaia Carrier Ragazzi |

La direzione del doppiaggio e di recitazione è stata curata da Enrico Maggi (voce di Canale 5).
I personaggi di Pippo e Palla sono stati doppiati da i Pali e Dispari, famoso duo comico di Zelig.

### Episodi
| Stagione         | Episodi | Prima TV Italia  |
| ---------------- | ------- | ---------------- |
| Prima stagione   | 26      | 24 dicembre 2007 |
| Seconda stagione | 26      | giugno 2010      |
| Terza stagione   | 52      | 2021             |

## Riconoscimenti
- Cartoons of the Bay 2008 - Pulcinella Award miglior serie TV per tutte le età premio della giuria internazionale e Pulcinella Award miglior serie TV per tutte le età premio del pubblico (abbonati Rai)[4][5]
- Stuttgart Trick Film Festival 2008 (Germania) Official selection - adult teens TV series[5]
- ANIMADRID 2008 (Spagna) - Official selection[5]
- EXPOTOONS 2008 (Argentina) - Official selection[5]